# Gobannitio
Gobannitio (fl. I secolo a.C.) è stato un nobile gallo.
Gobannitio (o Gobannizione) era lo zio di Vercingetorige ed il fratello di Celtillo, padre del condottiero gallico. Poco prima delle guerre galliche Gobannitio si oppose probabilmente alle mire egemoniche del fratello sugli Arverni e, dopo la sua caduta, a quelle del nipote, cacciandolo da Gergovia ma venendo poi espulso a sua volta dopo il ritorno di Vercingetorige. Dopo l'episodio non si sa più nulla di lui.
Il suo nome probabilmente voleva dire "fabbro".